# Dimitar Metodiew
Dimitar Metodiew, eigentlich Dimitar Metodiew Christow, bulgarisch Димитър Методиев (* 11. September 1922 in Belowo; † 19. Juni 1995 in Sofia), war ein bulgarischer Politiker und Dichter.

## Leben
Er beteiligte sich während des Zweiten Weltkriegs am Partisanenkampf gegen deutsche Truppen. Nach 1944 war er als Bürgermeister und Leiter eines Betriebes tätig. Von 1950 bis 1953 studierte er am Maxim-Gorki-Literaturinstitut in Moskau. Anschließend war er als Redakteur beschäftigt. Ab 1966 arbeitete  er beim Zentralkomitee der bulgarischen Kommunistischen Partei. 1971 wurde er dann Kandidat und 1976 schließlich Mitglied des Zentralkomitees.
Er wurde 1964 mit dem Dimitroffpreis ausgezeichnet.
Metodiew verfasste Gedichte und Poeme. Darüber hinaus trat er auch mit Nachdichtungen von Werken Alexander Trifonowitsch Twardowskis, Taras Schewtschenkos und Wladimir Wladimirowitsch Majakowski hervor.